# Renault Mégane
El Renault Mégane és un automòbil del segment C produït pel fabricant francès Renault. És el substitut del Renault 19, s'han fet tres generacions, llançades en els anys 1995, 2002 i 2008 respectivament, i totes tenen motor davanter transversal i tracció davantera.
Les dues primeres generacions es van oferir en variants sedan de quatre portes, familiar de cinc portes i descapotable de dues portes, en canvi la tercera només té les versions familiars (Grand Tour) i la descapotable, ja que la versió sedan ara és un nou model, el Renault Fluence.
També ha comptat amb una monovolum en les dues primeres generacions, el Renault Mégane Scénic, amb la qual ha compartit plataforma i motoritzacions (en la tercera generació, el Scénic ja és un model independent, com passa amb el Fluence, tot i que comparteix plataforma i motors amb el Mégane).
Actualment només es ven la versió 100% elèctrica.

## Primera generació (1995-2002)

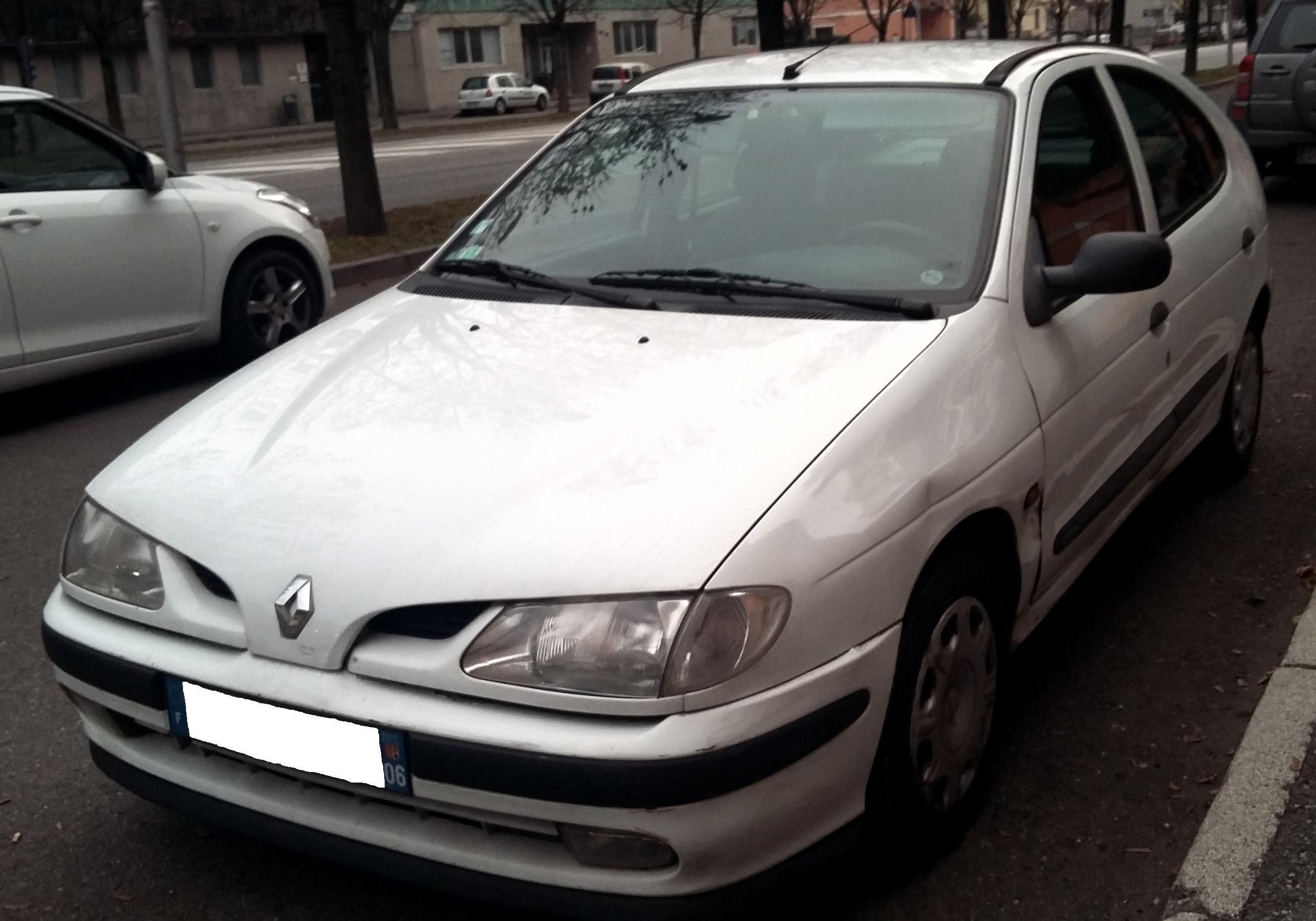
1995-1999 Renault Mégane.

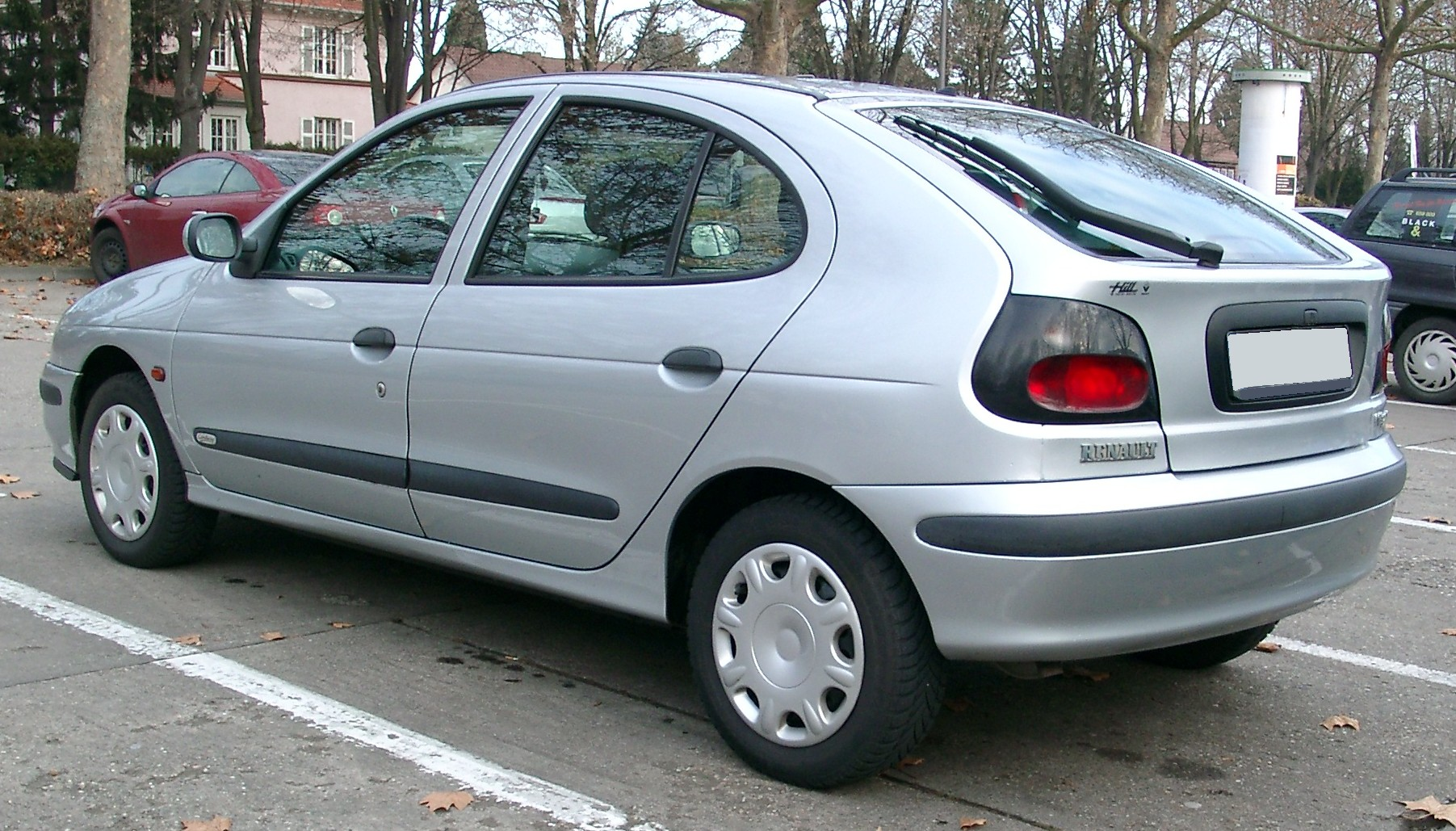
Renault Mégane primera generació

Per a la substitució del Renault 19, s'havia decidit canviar el concepte comercial d'aquest model pel d'una gamma de models que abastés les possibilitats de poder satisfer les diferents necessitats en el mateix segment de mercat.
El projecte Mégane consistia a fer sis models, diferents els uns dels altres, sota un mateix projecte (X64) i que cobrissin nombrosos tipus de carrosseria. Es tractava de diversificar l'oferta de models de caràcter mitjà i no uniformar les necessitats dels clients a un sol model. Aquest segment de vehicles mitjans era el més important dins del mercat, per tant els clients eren diversos, i tenien necessitats diferents.

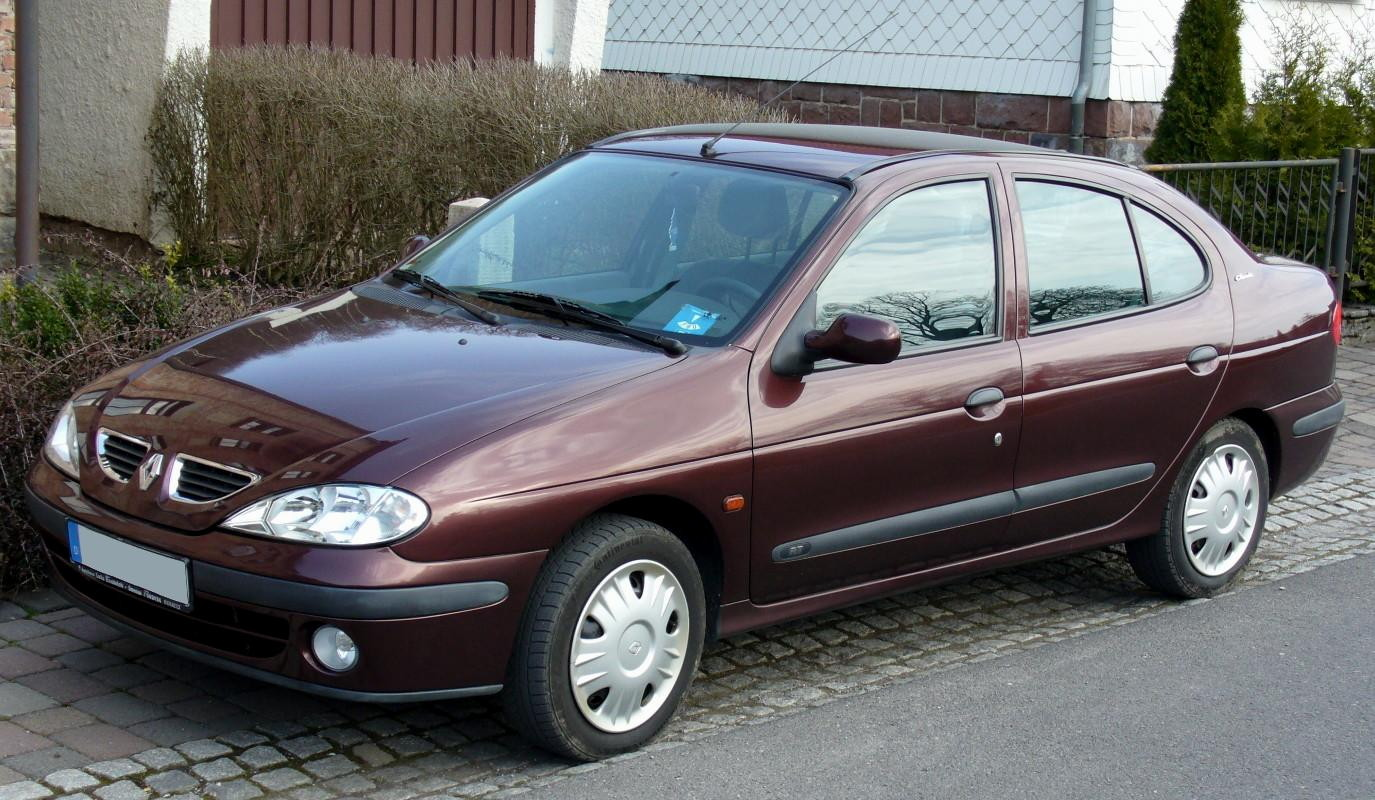
Renault Mégane Classic (carrosseria Sedan

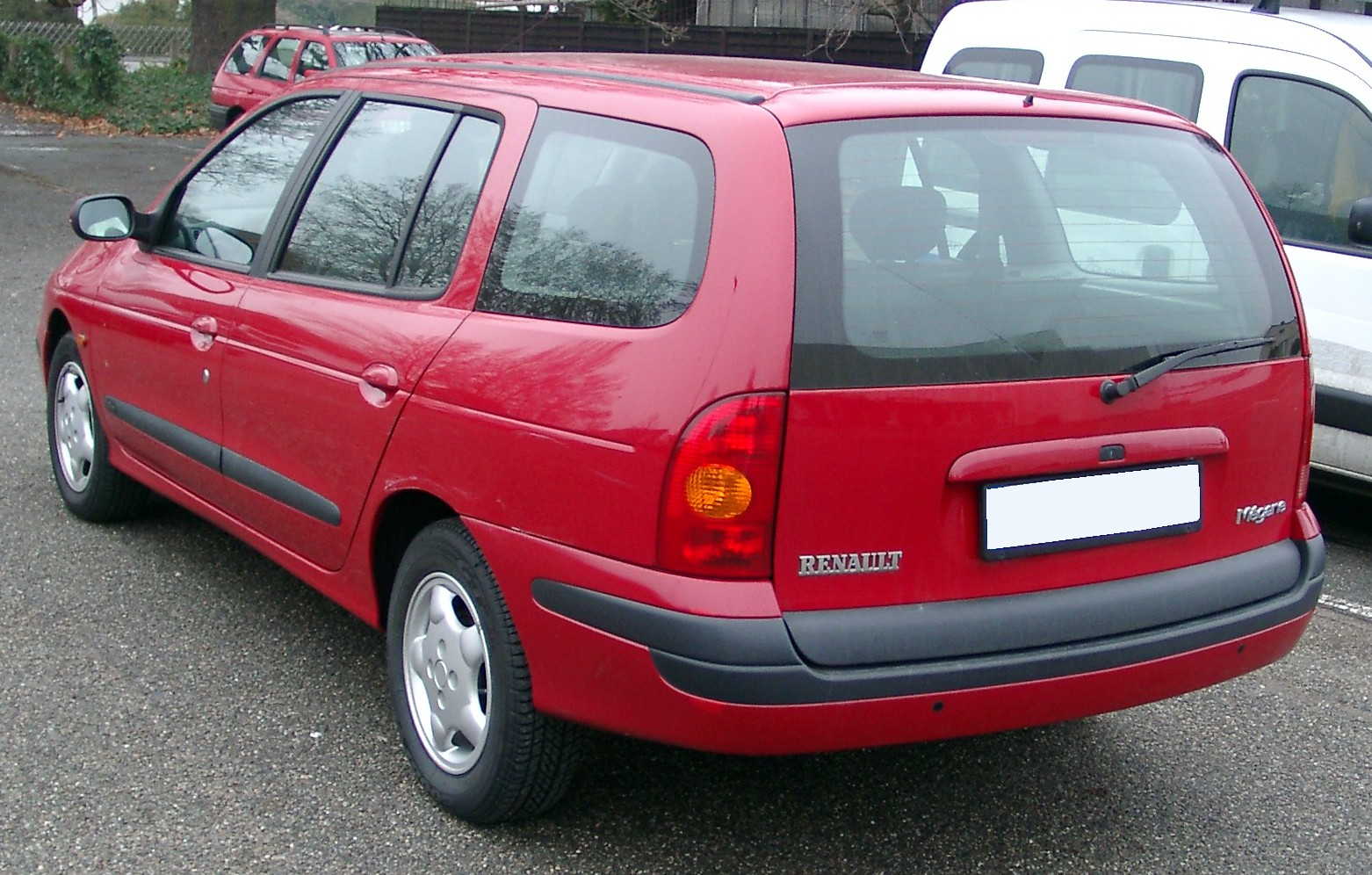
Renault Mégane Familiar (Break)

Presentar un grup de solucions sobre la base d'un vehicle mitjà era una idea nova, i aquest grup de models amb solucions diferents va tenir molt èxit amb lo qual ràpidament els competidors del Mégane es van acollir a la idea i van realitzar els seus projectes amb idees similars.
La primera generació del Mégane va ser llançada al mercat a la fi de 1995, amb una carrosseria hatchback de cinc portes i una carrosseria coupé de dues portes denominada comercialment Mégane Coupé.
El novembre de 1996 va ser llançada la versió sedan Mégane Classic i la monovolum Scénic, i després la descapotable anomenada Mégane Cabriolet, sobre la base del Mégane Coupé, el març de 1997.
Al febrer de 1999 es va llançar una versió reestilizada a la qual Renault va anomenar Fase 2, al mateix temps que la versió familiar de cinc portes Mégane Break.

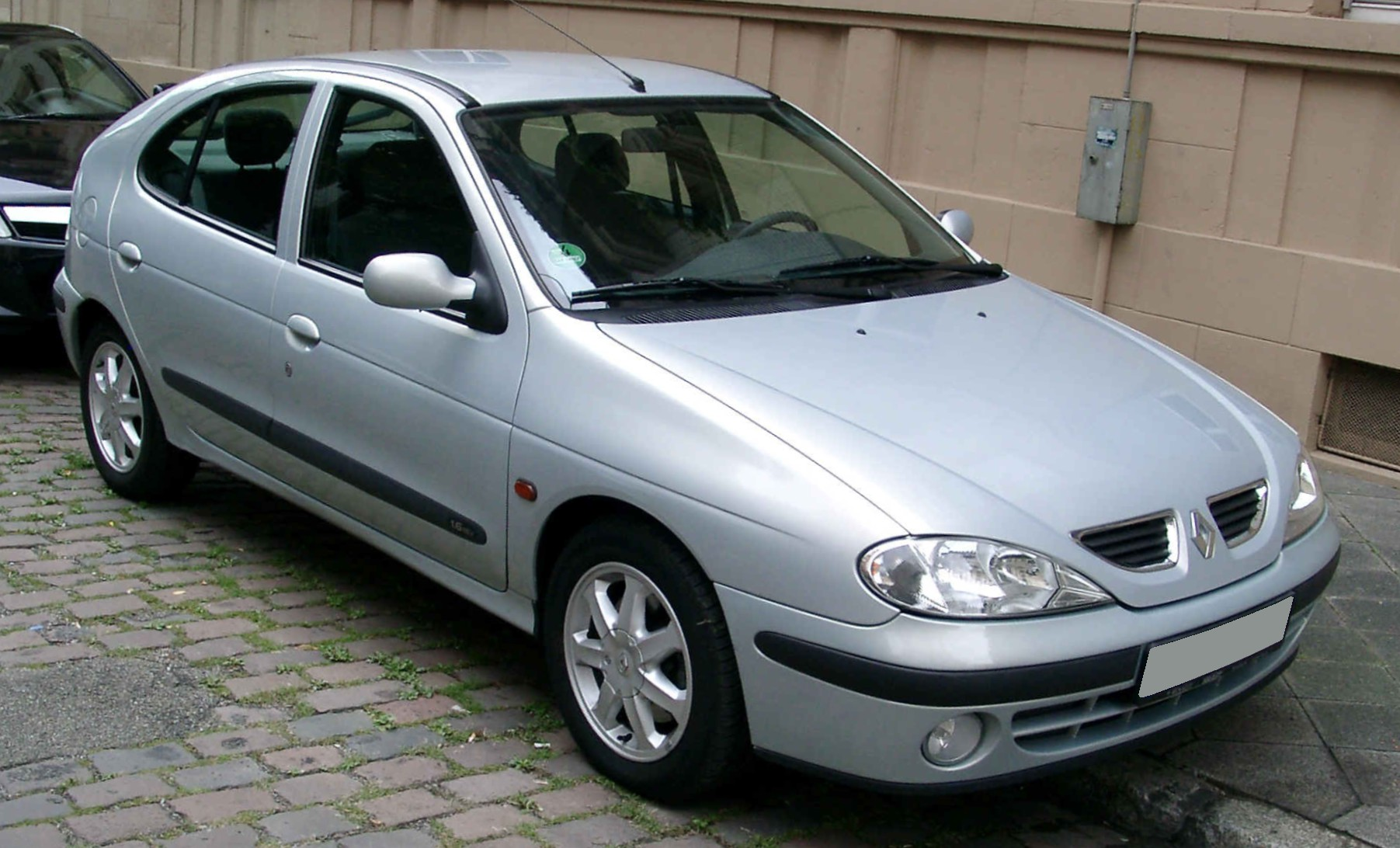
Renault Mégane reestilitzat

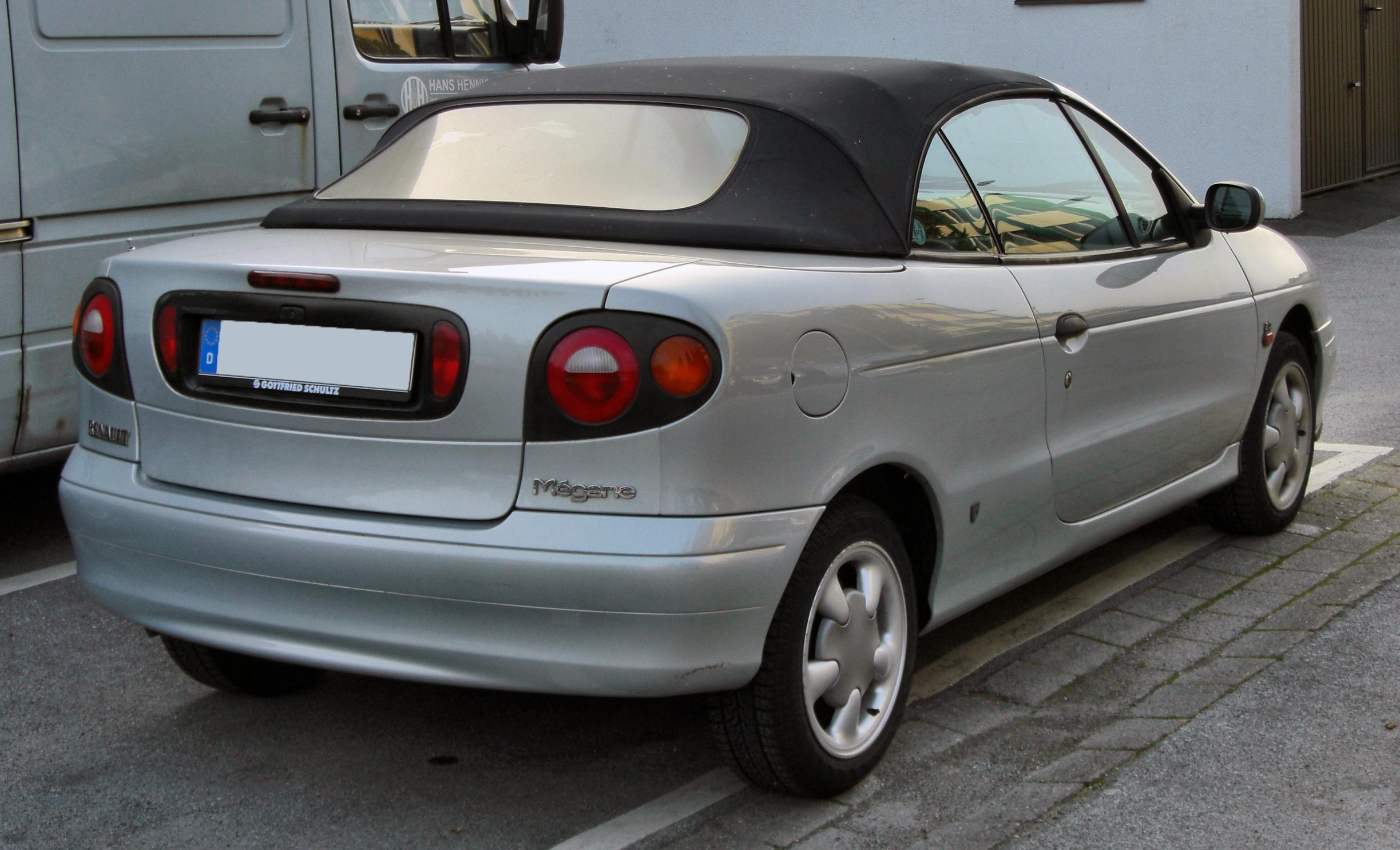
Renault Mégane Cabrio

El 1998 el Renault Mégane va rebre quatre estrelles de cinc possibles i 30 punts de 34 en la prova de protecció a adults en xocs EuroNCAP.
El Mégane I va ser fabricat a França, a Espanya, i a l'Argentina. Després del llançament de la segona generació, la primera es va deixar de produir a Europa, però a Amèrica Llatina (Argentina i Colòmbia), el Mégane I va continuar la seva comercialització fins a l'any 2009, tot i que comptava amb una gamma simplificada; anomenat Megane Unique des de 2006, del qual només es van vendre algunes unitats.
Aquest model va conviure en la gamma de Renault amb el Mégane II des de 2005. A Veneçuela i Equador, com que encara que no es fabriquen els cotxes Renault, són importats des de Colòmbia, Argentina o França, i el Mégane I Sedan és fabricat a Colòmbia i venut juntament amb el Mégane II.

### Reestilització
El 1999 el Renault Mégane va rebre una petita reestilització on la graella davantera va ser aixecada, va incorporar característiques de seguretat més avançades i motors de 16 vàlvules, que es van fer servir en tota la gamma. La producció va continuar en el mercat d'Amèrica Llatina, on es va vendre juntament amb el Megane II a un preu considerablement més baix fins al 2009.

### Motoritzacions
| Motor   | Potència | Consum |
| ------- | -------- | ------ |
| 1.4     | 75 CV    | 6,7 l  |
| 1.4 16v | 95 CV    | 6,5 l  |
| 1.6     | 75 CV    | 6,9 l  |
| 1.6     | 90 CV    | 7,0 l  |
| 1.6 16v | 110 CV   | 6,9 l  |
| 1.8 16v | 123 CV   | 7,4 l  |
| 2.0i    | 115 CV   | 7,8 l  |
| 2.0 16v | 150 CV   | 8,0 l  |
| 2.0 IDE | 140 CV   | 7,5 l  |
| 1.9 D   | 65 CV    | 6,1 l  |
| 1.9 dT  | 90 CV    | 6,4 l  |
| 1.9 dTi | 80 CV    | 5,1 l  |
| 1.9 dTi | 100 CV   | 5,2 l  |
| 1.9 dCi | 105 CV   | 5,4 l  |

## Segona generació (2002-2008)

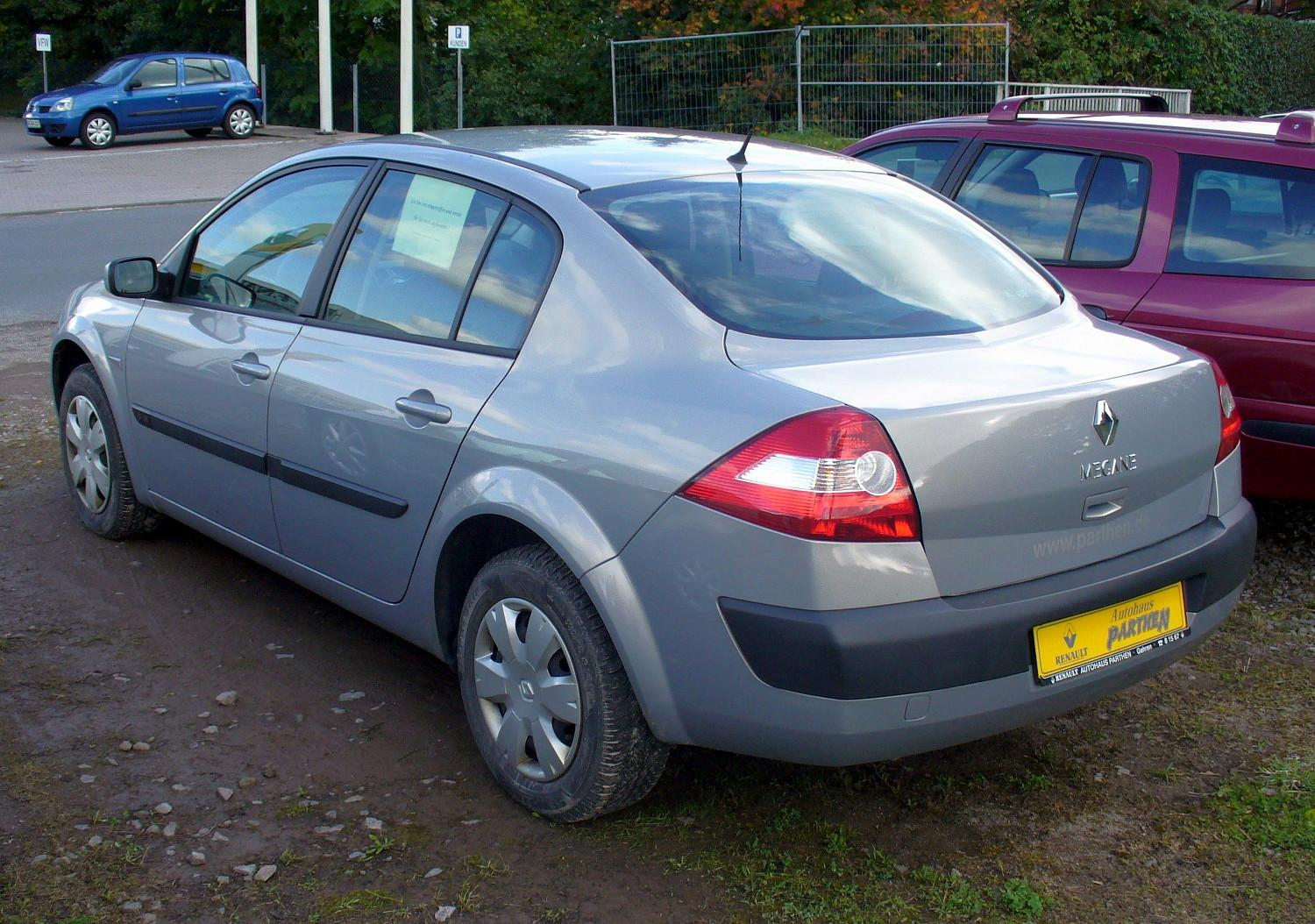
Renault Mégane Sedan segona generació

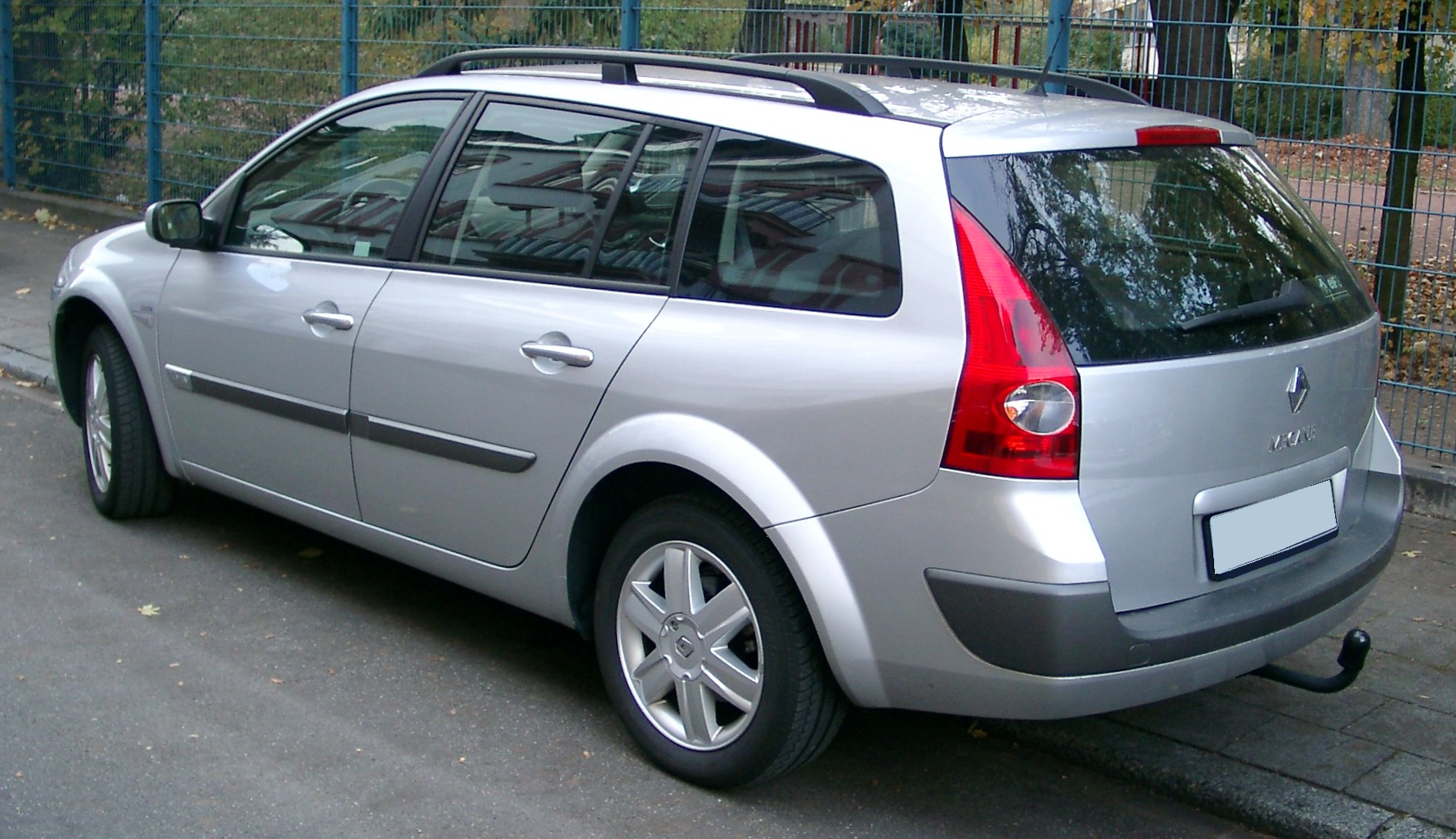
Renault Mégane Grand Tour segona generació

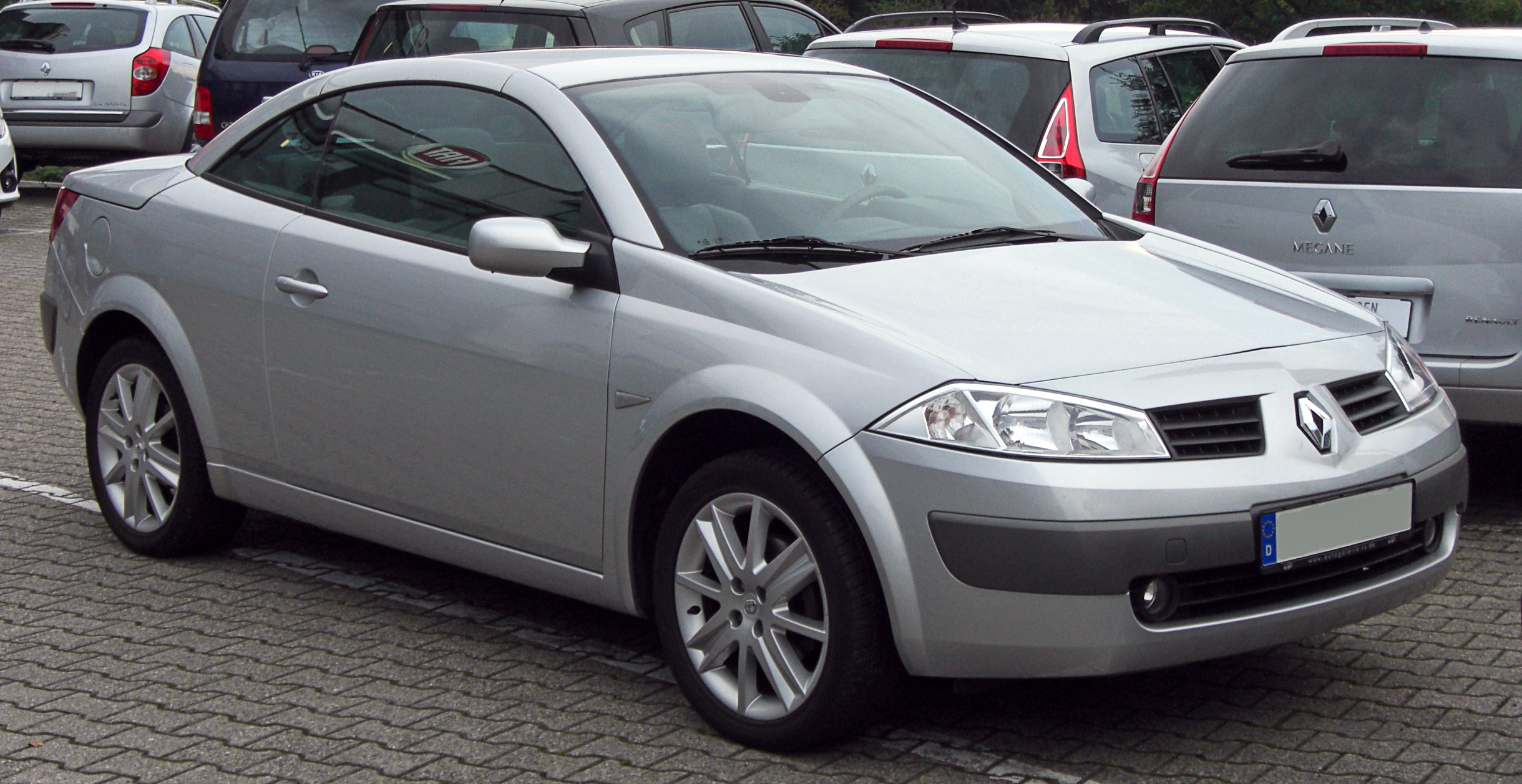
Renault Mégane CC

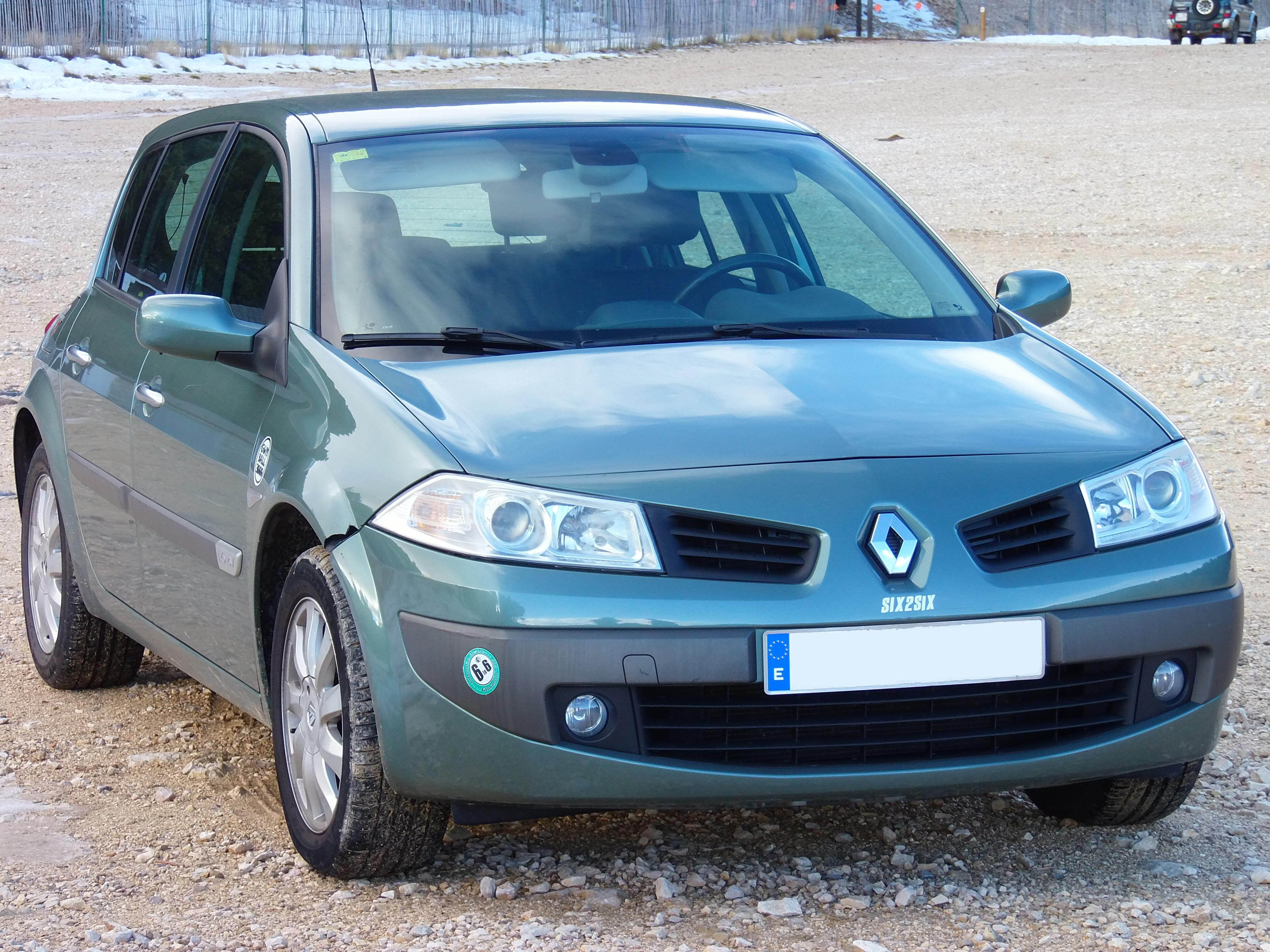
Renault Mégane II reestilitzat

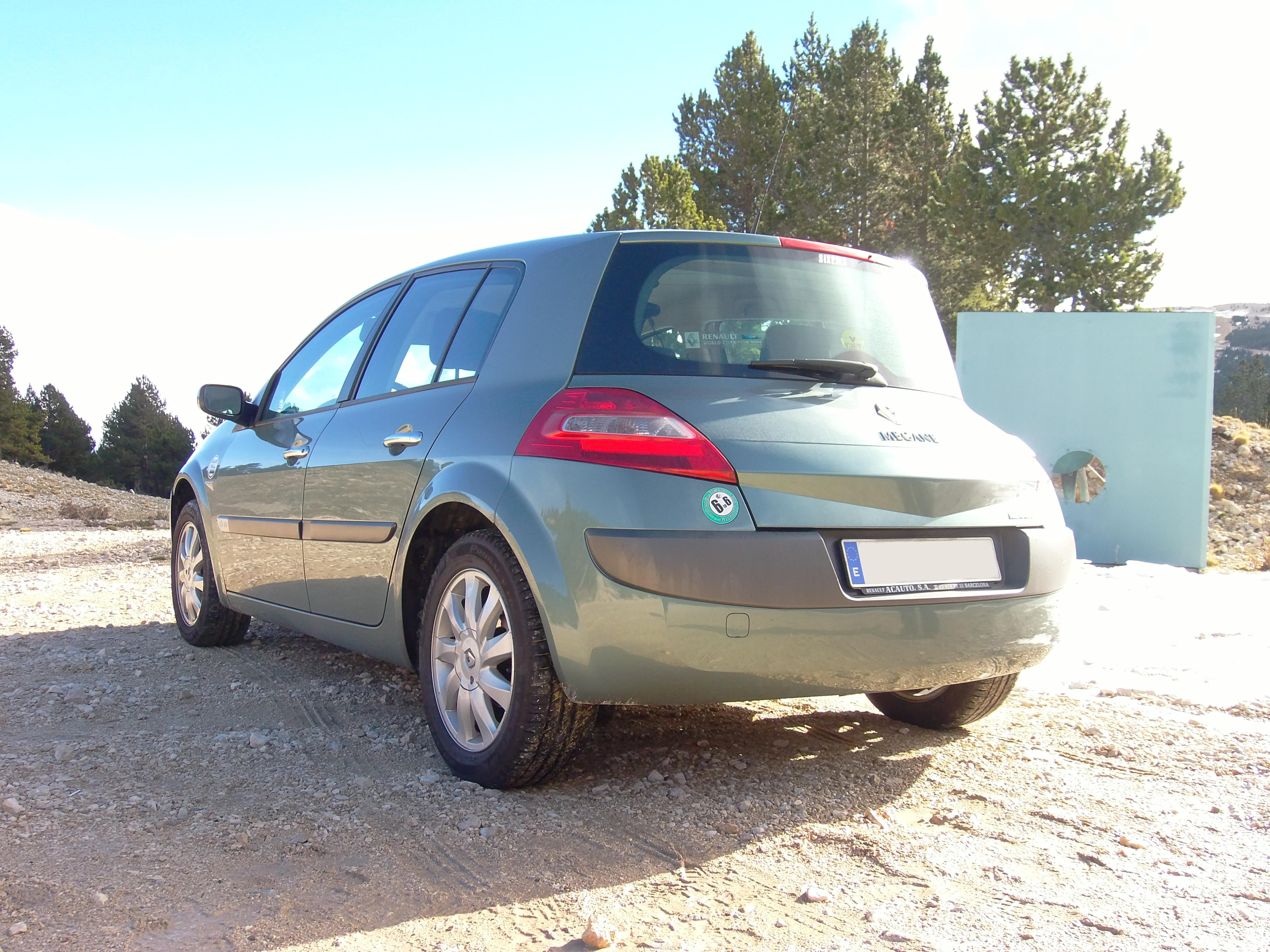
Renault Mégane II reestilitzat

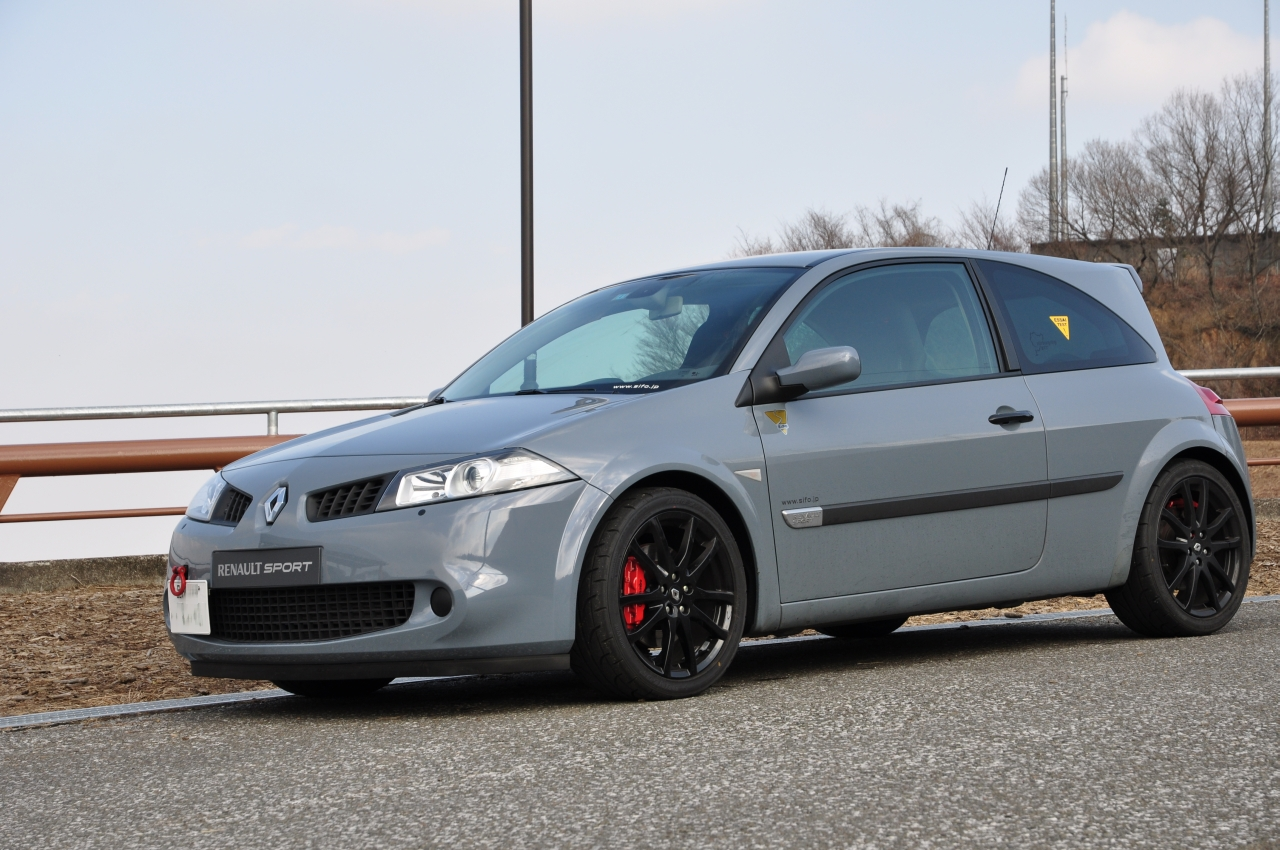
Renault Mégane R26R

El Mégane va ser redissenyat per complet i presentat al públic el 2002. Aquesta generació va ser guardonada amb el títol de Cotxe de l'Any a Europa el 2003, i va ser el primer model del segment en rebre cinc estrelles en la prova de protecció a adults en xocs d'EuroNCAP. La variant descapotable va passar a dir-se Mégane CC, i el seu sostre plegable és de metall i vidre en lloc de lona.
El Mégane II venut a Europa va ser reestilitzat l'any 2006. Al frontal, la forma del para-xocs és més arrodonida i simula un somriure que alberga en els seus baixos els llums antiboira, els fars van ser redissenyats i la insígnia de Renault s'ubica en un nínxol de diferent disseny. En la posterior, el para-xocs és més arrodonit i es va canviar la disposició de les diferents llums en els pilots del darrere. A l'interior es van canviar els entapissats i recobriments, i la instrumentació va passar d'estar il·luminada de color vermell a color blanc.

### Motoritzacions
Totes les seves motoritzacions són de quatre cilindres. Els gasolina són un 1.4 litres amb una potència màxima de 98 CV, un 1.6 litres de 115 CV (amb la reestilització de l'any 2006 va perdre 5cv. per la incorporació d'un filtre al motor) i un 2.0 litres en versions atmosfèriques de 136 CV i amb turbocompressor de 165 CV. Tots tenen quatre vàlvules per cilindre i injecció indirecta.
Els dièsel són un 1.5 litres en variants de 80 CV (després 86 CV) o 100 CV (després 106, passant a tenir 6 marxes), un 1.9 litres de 120 o 130 CV, i un 2.0 litres de 150 o 175 CV. Tots tenen injecció directa, common-rail i turbocompressor de geometria variable, excepte el 1.5 litres de 80-86 CV, que ho té de geometria fixa. El 2.0 litres té quatre vàlvules per cilindre, mentre que els 1.5 i 1.9 tenen només dos.

### Renault Mégane RS
Els Renault Mégane RS (Renault Sport) són les versions més potents de la gamma i han estat presentats amb motors dièsel i gasolina.
En gasolina hi ha dues versions, la RS 2.0T 16v 225 CV, amb un consum mitjà de 8,8 l / 100 km i la 2.0T 16v F1 Team R26 230 CV, consum tres dècimes inferior.
La versió dièsel porta el motor 2.0 16v dCi 175 CV i consumeix 6,5 l / 100 km. La versió 2.0T 16v F1 Team R26 230 CV està disponible en carrosseria hatchback tres portes, mentre que la resta de les versions es poden adquirir amb carrosseria hatchback de tres i cinc portes.
Tant la versió gasolina de 225 CV com la dièsel de 175 CV porten una suspensió esportiva diferent a la dels Mégane de la resta de la gamma, canvia també el tacte de la direcció que s'ha ajustat perquè sigui més directa, ambdues versions munten de sèrie llandes de 18 polzades de diàmetre.
La versió de 230 CV té una injecció diferent de la del de 225 CV i es diferencia per tenir un diferencial de lliscament limitat entre les rodes davanteres.
La suspensió d'aquesta versió, anomenada Xassís Cup, té ajustaments diferents a les de les altres versions i està disponible com a opció en les versions de 225 CV i 175 CV.
El Mégane RS Sport F1 Team R26 porta uns adhesius al para-xocs, les portes i el sostre, té de sèrie llantes de 18 enfosquides i exclusives d'aquest Mégane, els seients són Recaro i les pinces Brembo dels frens van pintades de vermell, s'ofereix també un groc específic per a aquesta versió que és la més potent de tota la gamma Mégane.
En general la carrosseria no canvia gaire respecte a la resta dels Mégane, el més destacable són els para-xocs més baixos (tant per disseny com per efecte de la suspensió esportiva), el tub d'escapament doble i centralitzat a la part baixa del para-xocs del darrere, els fars antiboira, que van completament fora de l'entrada d'aire que és de diferent disseny i les motllures dels para-xocs, que es van suprimir per conferir al model un aspecte més agressiu. Les llantes varien segons la versió i són exclusives de cada model Mégane Renault Sport.

### Renault Mégane GT
El Renault Mégane GT és una versió esportiva del Renault Mégane. Va ser presentat l'octubre de 2006, amb el model ja reestilitzat, com una alternativa menys potent als Mégane RS.
El Renault Mégane GT ofereix una millor sensació de conducció que el model bàsic. L'esperit GT s'encarna a través d'un disseny reafirmat tant a l'exterior com a l'interior, oferint a més una ergonomia millorada.
També està equipat amb un xassís més esportiu i més proper a terra i té una major adherència a la carretera, oferint una millor precisió gràcies a una direcció assistida adaptada al seu temperament esportiu.
El Mégane GT té un aspecte esportiu i unes línies dinàmiques i depurades. Darrere té un doble tub d'escapament cromat, amb les sigles GT, i que donen el toc final al disseny.
A l'interior els canvis els trobem a la instrumentació, als seients, als pedals (que ara són d'alumini), i al volant de cuir, amb les sigles GT.

## Tercera Generació (2008-2016)

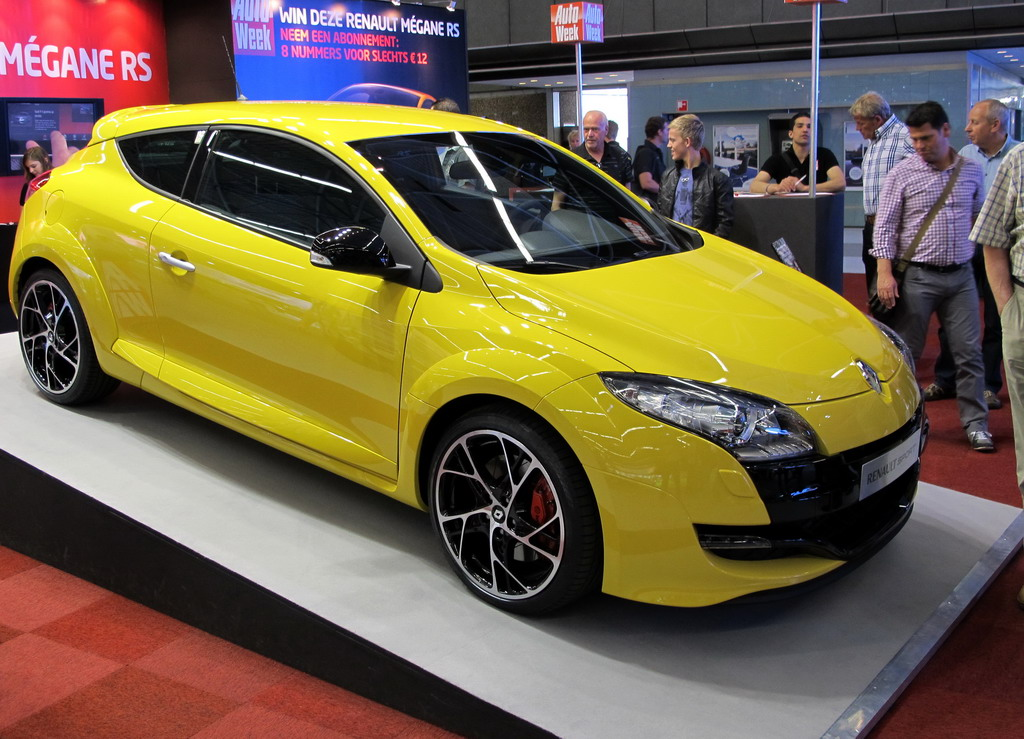
Renault Mégane RS

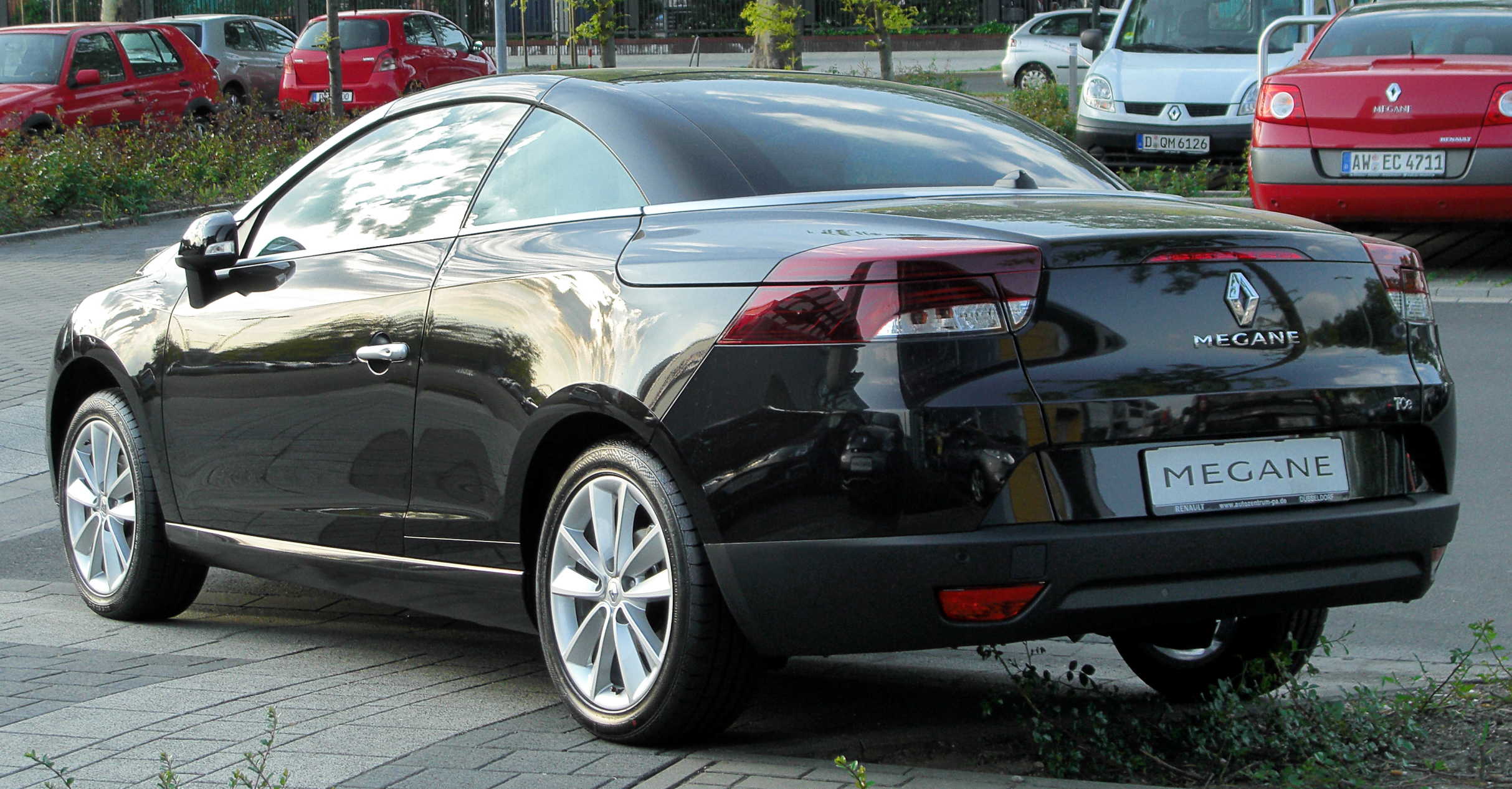
Renault Mégane CC

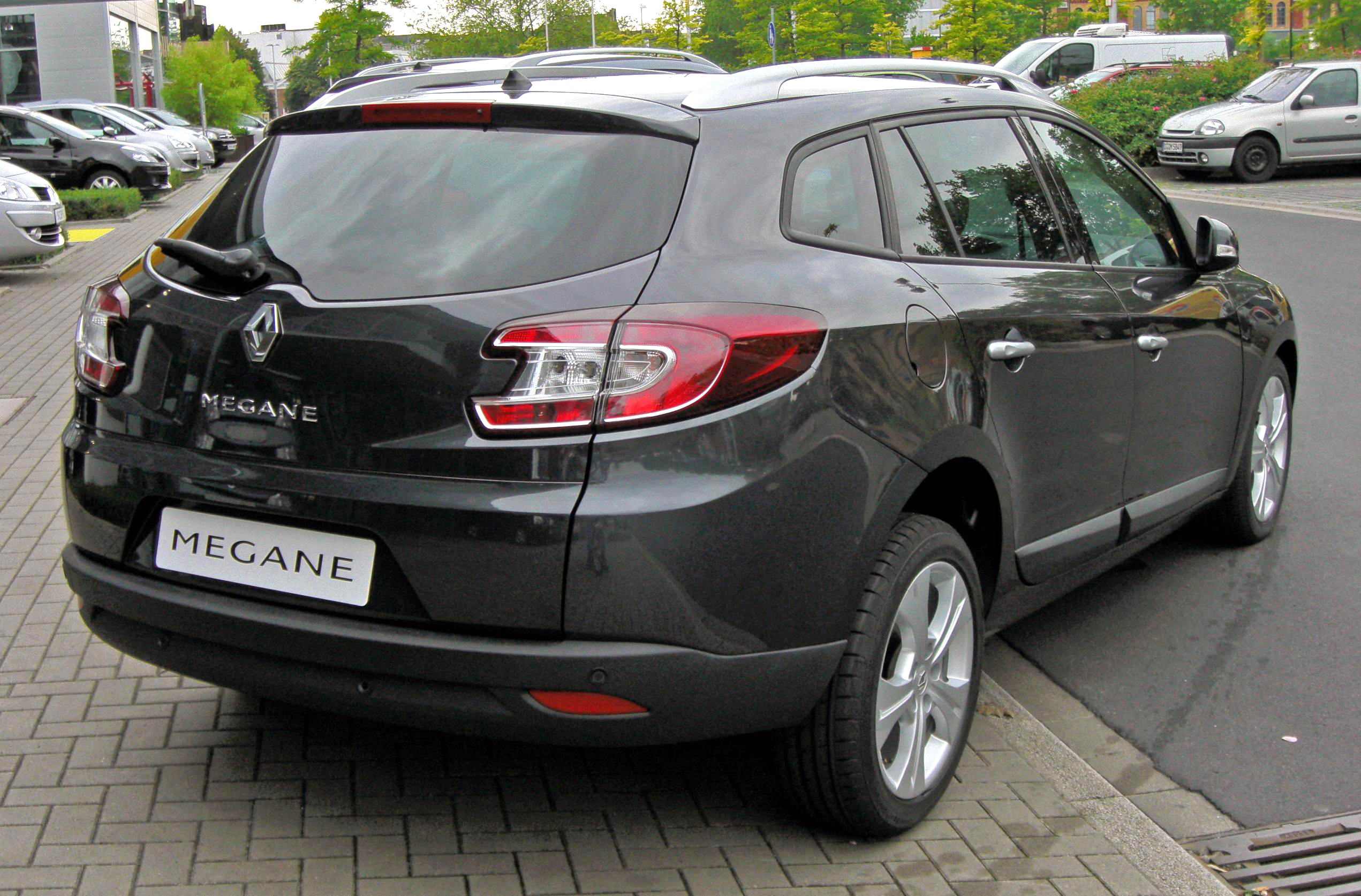
Renault Mégane Grand Tour

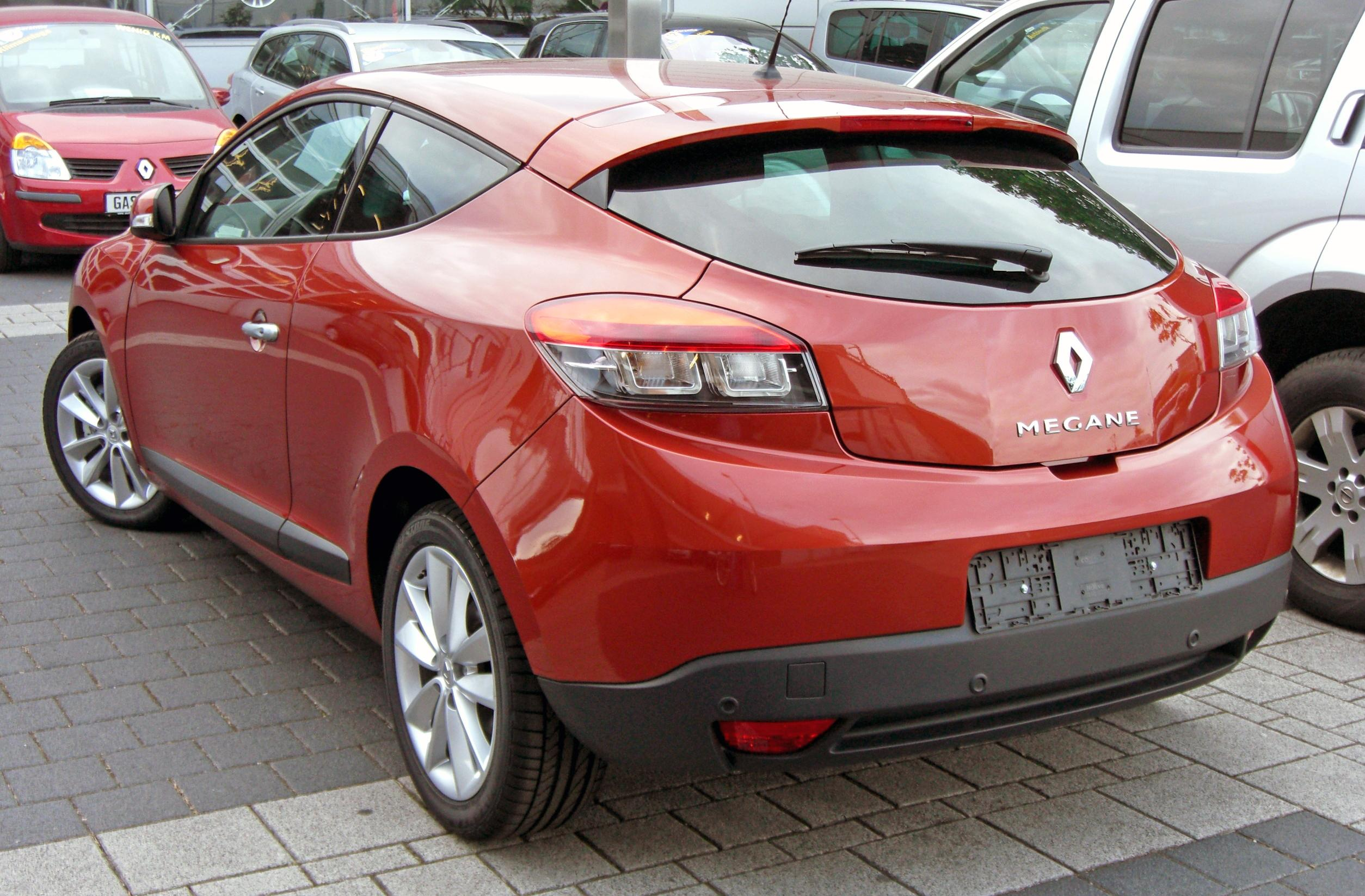
Renault Mégane Coupé

El Mégane de tercera generació es va mostrar com prototip hatchback de tres portes al Saló de l'Automòbil de Ginebra de 2008.
La versió de producció es va presentar oficialment en el Saló de l'Automòbil de París d'aquest any en variants hatchback de tres i cinc portes. El cinc portes es va posar a la venda el novembre del 2008, mentre que el tres portes està disponible des de gener de 2009 amb sota la denominació Mégane Coupé.
Al Saló de Ginebra de 2009 es va exhibir la variant familiar del Mégane, que es ven des del segon semestre d'aquest any amb les designacions Mégane Grand Tour o Mégane Sport Tourer, segons el mercat.
Al Saló de l'Automòbil de Frankfurt de 2009 es va presentar el Renault Fluence, que és essencialment un Mégane III amb carrosseria sedán 4 portes i diversos canvis estètics tendents a harmonitzar l'estètica general del vehicle amb l'agregat del tercer volum.
El Mégane RS munta un motor gasolina de 2.0 litres amb turbocompressor twin-scroll intercooler que desenvolupa una potència màxima de 250 CV. Equipa la transmissió manual de sis marxes.
Tots els nivells d'equipament tenen sis airbags, tot i que la versió Coupé en té 8, a més de control de tracció (TCS), control d'estabilitat (ESP), antibloqueig de frens (ABS), repartidor de frenada (EBD) i sistema d'assistència a la frenada (BAS)

### Motoritzacions
La gamma de motors de gasolina que equipa al Megane III es compon d'un 1.6 litres Renault (K4M) atmosfèric amb una potència màxima de 100 i 110 CV, un 2.0l (M4R) d'origen Nissan amb 143 CV i un 2.0l Renault (F4R) TCe (turboalimentat) 180 CV. El 1.6 litres també admet bicombustible gasolina/E85. En el segon semestre s'afegeix un 1.4 litres turboalimentat (TCe) de 130 CV.
Per la seva banda, els dièsel són un 1.5 litres de 85 o 106 (110 a partir d'abril 2011) CV, un 1.9 litres de 130 CV i un 2.0 litres de 160 CV, tots porten turbocompressor, intercooler i injecció directa amb alimentació amb common -rail.
Les transmissions són manuals (de 5 i 6 marxes) i dos automàtiques (una de tipus variable - CVT).

### Reestilització
El 2012, el Renault Megane ha rebut un lleuger rentada de cara, amb la incorporació de la il·luminació diürna LED, una graella més senzilla en negre brillant i motors més eficients.

## Quarta generació

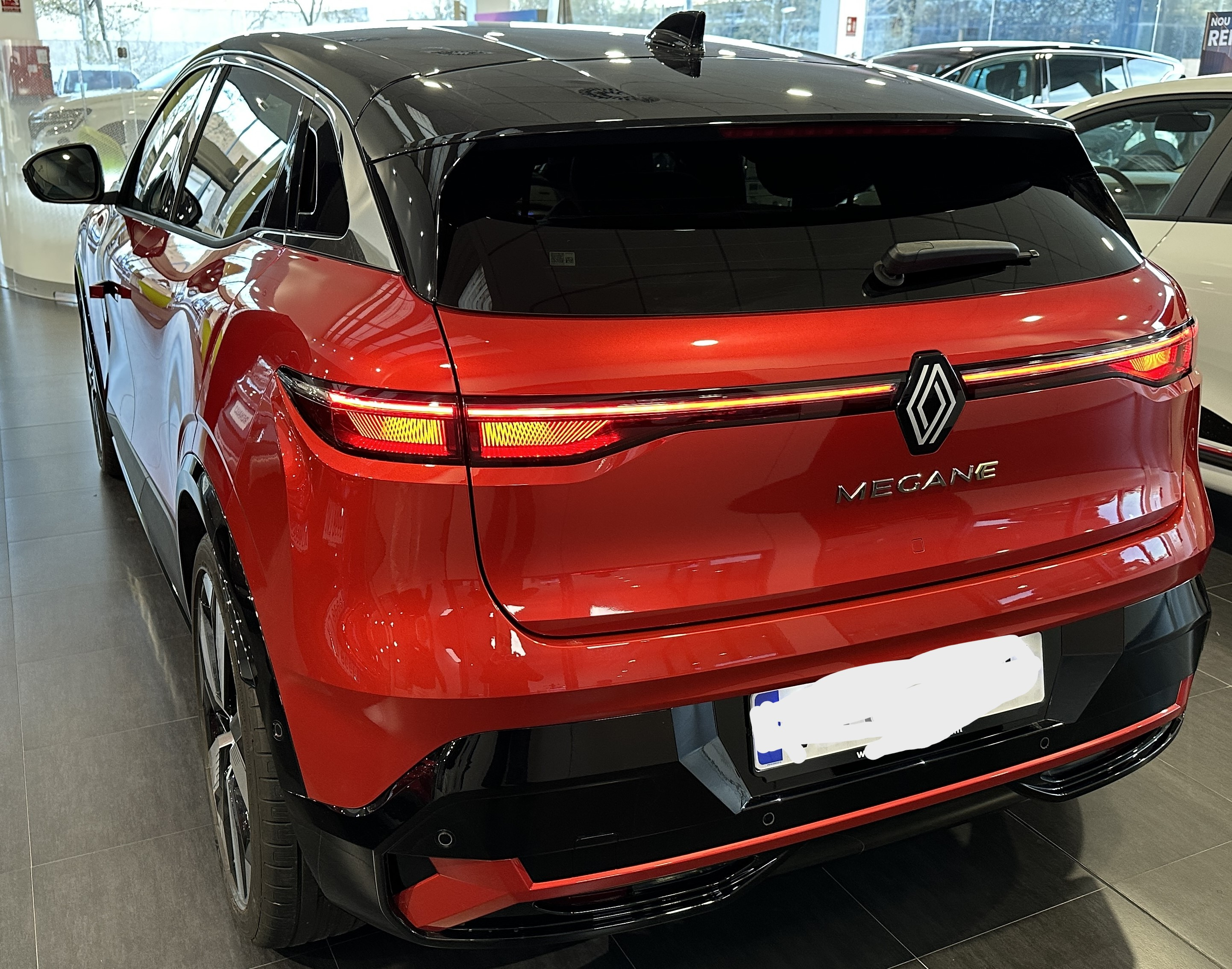
Renault Megane E-Tech 2022

L'any 2020 Reanult va presentar un prototip de Megane elèctric, que es va començar a comercialitzar el 2021.
Aquest Megane només tindrà versió elèctrica.